# Estisch voetbalelftal in 1920
Het Estisch voetbalelftal speelde in totaal één officiële interland in het jaar 1920. Het betrof een vriendschappelijke interland tegen Finland, die met 6–0 werd verloren. Het was de eerste officiële interland uit de geschiedenis van de nationale ploeg van het Baltische land.

## Balans
| Wedstrijden | Wedstrijden | Wedstrijden | Wedstrijden | Doelpunten | Doelpunten | Doelpunten | Punten |
| Gespeeld    | Winst       | Gelijk      | Verlies     | Voor       | Tegen      | Saldo      | Punten |
| ----------- | ----------- | ----------- | ----------- | ---------- | ---------- | ---------- | ------ |
| 1           | 0           | 0           | 1           | 0          | 6          | –6         | 0.000  |

## Interlands
|                                                     | |       |         |                                                                                      |
| 17 oktober Vriendschappelijk № 1 «onderlinge duels» | Finland                                                                                                | 6 – 0 | Estland | Töölön Pallokenttä, Helsinki Toeschouwers: 2.500 Scheidsrechter: Kaarlo Soinio (FIN) |
| 17 oktober Vriendschappelijk № 1 «onderlinge duels» | Gunnar Öhman 5' Verner Eklöf 10' Jarl Österholm 15' Lauri Tanner 35' Lauri Tanner 70' Verner Eklöf 80' |       |         | Töölön Pallokenttä, Helsinki Toeschouwers: 2.500 Scheidsrechter: Kaarlo Soinio (FIN) |

## Statistieken
| Rudolf Paal          | 1896-11-30 | SK Tallinna Sport | 1 | 0 | 0 | 1 | 0 |
| Verdediging          |            |                   |   |   |   |   |   |
| Arnold Kuulman       | 1895-02-13 | SK Tallinna Sport | 1 | 0 | 0 | 1 | 0 |
| Gustav Sepp          | 1895-00-00 | Tallinna JK       | 1 | 0 | 0 | 1 | 0 |
| Otto Silber          | 1893-03-17 | Tallinna JK       | 1 | 0 | 0 | 1 | 0 |
| Middenveld           |            |                   |   |   |   |   |   |
| Elmar Klaos          | 0000-00-00 | Tallinna JK       | 1 | 0 | 0 | 1 | 0 |
| Heinrich Paal        | 1895-06-26 | SK Tallinna Sport | 1 | 0 | 0 | 1 | 0 |
| Arnold Pihlak        | 1902-07-17 | JK Kalev Tallinn  | 1 | 0 | 0 | 1 | 0 |
| Karl Ree             | 1882-00-00 | JK Kalev Tallinn  | 1 | 0 | 0 | 1 | 0 |
| Raimond Pöder        | 0000-00-00 | JK Kalev Tallinn  | 0 | 1 | 0 | 1 | 0 |
| Aanval               |            |                   |   |   |   |   |   |
| Ernst-Aleksandr Joll | 1902-09-16 | JK Kalev Tallinn  | 1 | 0 | 0 | 1 | 0 |
| Artur Prunn          | 0000-00-00 | JK Kalev Tallinn  | 1 | 0 | 0 | 1 | 0 |
| Oskar Üpraus         | 1898-10-12 | SK Tallinna Sport | 1 | 0 | 0 | 1 | 0 |
| Vladimir Tell        | 1899-07-27 | SK Tallinna Sport | 0 | 1 | 0 | 1 | 0 |

EJL · A-internationals · Bondscoaches · Statistieken · Estisch vrouwenelftal · Olympisch elftal · Estland U21 · Estland U20 · Estland U19 · Estland U18 · Estland U17 · Estland U16
1920 – 1929 ·
1930 – 1939 ·
1940 – 1949 ·
1950 – 1990 · 
1990 – 1999 ·
2000 – 2009 ·
2010 – 2019 ·
2020 − 2029
OS 1924
1920 ·
1921 ·
1922 ·
1923 ·
1924 ·
1925 ·
1926 ·
1927 ·
1928 ·
1929 · 
1930 · 
1931 · 
1932 · 
1933 · 
1934 · 
1935 · 
1936 · 
1937 · 
1938 · 
1939 · 
1940 · 
1941 · 
1942 · 
1943 · 1944 · 
1945 · 
1946 · 
1947 · 
1948 · 
1949 · 
1950 – 1990 · 
1991 · 
1992 · 
1993 · 
1994 · 
1995 · 
1996 · 
1997 · 
1998 · 
1999 · 
2000 · 
2001 · 
2002 · 
2003 · 
2004 · 
2005 · 
2006 · 
2007 · 
2008 · 
2009 · 
2010 · 
2011 · 
2012 · 
2013 · 
2014 · 
2015 · 
2016 ·
2017 ·
2018 ·
2019 ·
2020
Albanië ·
Andorra ·
Angola ·
Antigua en Barbuda ·
Argentinië ·
Armenië ·
Azerbeidzjan ·
België ·
Bosnië-Herzegovina ·
Brazilië ·
Bulgarije ·
Canada ·
Chili ·
China ·
Cyprus ·
Denemarken ·
Duitsland ·
Ecuador ·
Egypte ·
El Salvador ·
Engeland ·
Equatoriaal-Guinea ·
Faeröer ·
Fiji ·
Filipijnen ·
Finland ·
Frankrijk ·
Georgië · 
Gibraltar ·
Griekenland ·
Hongarije ·
Hongkong ·
Ierland ·
IJsland ·
Indonesië ·
Irak ·
Israël ·
Italië ·
Jordanië ·
Kazachstan ·
Kirgizië ·
Kroatië ·
Letland ·
Libanon ·
Liechtenstein ·
Litouwen ·
Luxemburg ·
Malta ·
Marokko ·
Mexico ·
Moldavië ·
Montenegro ·
Nederland ·
Nieuw-Caledonië ·
Nieuw-Zeeland ·
Noord-Ierland ·
Noord-Macedonië ·
Noorwegen ·
Oekraïne ·
Oezbekistan ·
Oman ·
Oostenrijk ·
Polen ·
Portugal ·
Qatar ·
Roemenië ·
Rusland ·
Saint Kitts en Nevis ·
San Marino ·
Saoedi-Arabië ·
Schotland ·
Servië ·
Slovenië ·
Slowakije · 
Spanje ·
Tadzjikistan ·
Thailand ·
Trinidad en Tobago ·
Tsjechië ·
Turkije ·
Turkmenistan ·
Uruguay ·
Vanuatu ·
Venezuela ·
Verenigde Arabische Emiraten ·
Verenigde Staten ·
Vietnam ·
Wales ·
Wit-Rusland ·
Zweden ·
Zwitserland